# پی‌یر پتی

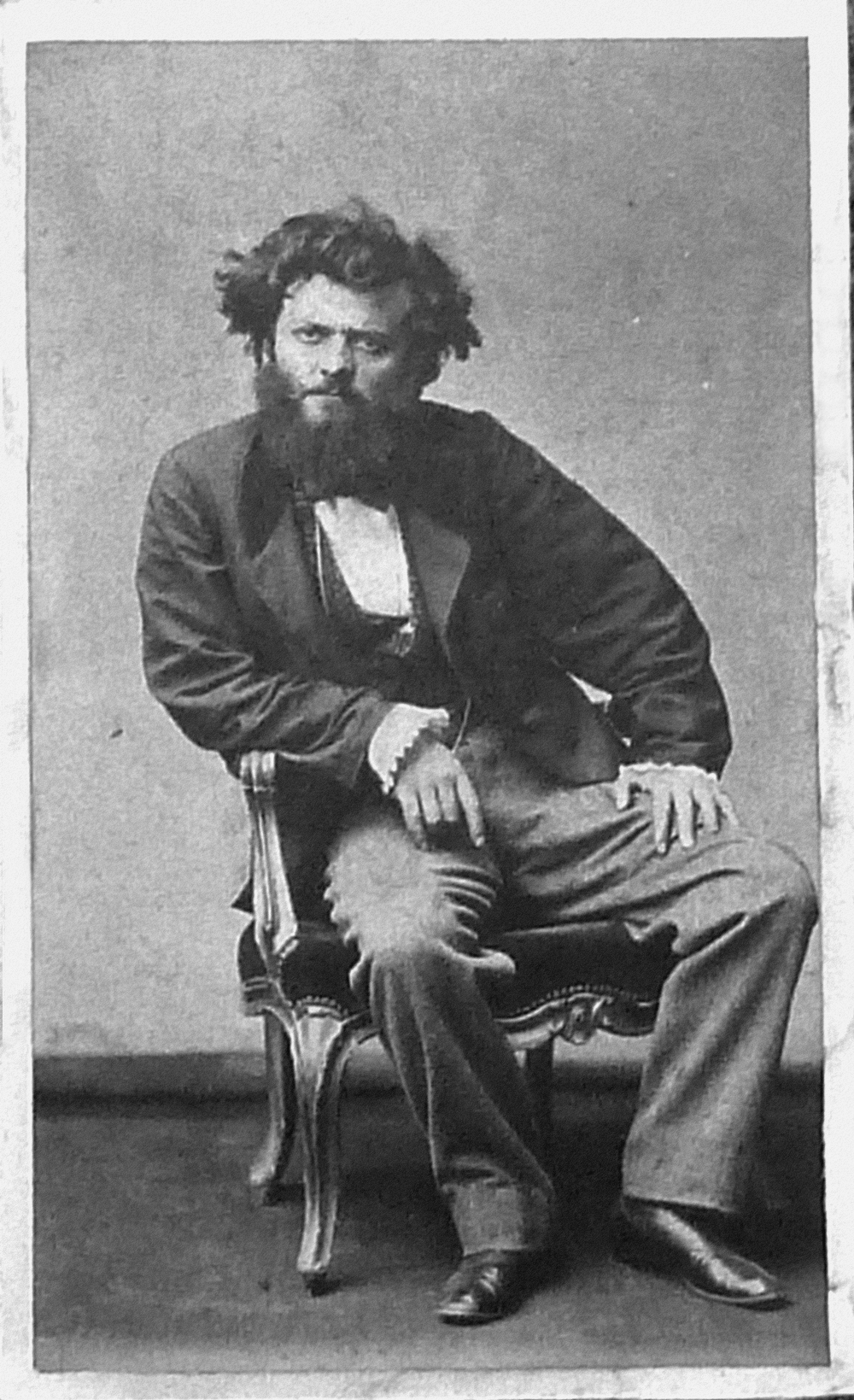
خودنگاره از پی‌یر پتی (۱۸۷۰)

پی‌یر پُتی (به فرانسوی: Pierre Petit) عکاس پیشروِ فرانسوی بود. پُتی نخستین عکاسی است که تلاش کرد عکاسی زیر آب انجام دهد. پی‌یر پُتی همچنین تنها عکاس رسمی نمایشگاه جهانی پاریس در سال ۱۸۶۷ بود.

## آثار
پتی عکاسی را در پاریس در کارگاه آندره آدولف اوژن دیسدری (۱۸۱۹-۱۸۸۹) (به همراه ۷۶ کارمند دیگر) آموخت. در سال ۱۸۵۸، او کارگاه خود را در پاریس با آنتوان رنه ترینکوارت افتتاح کرد که بعدها «عکاسی از دو جهان» نام گرفت. این کارگاه بسیار موفقیت‌آمیز بود و کارگاه هایی در بادن-بادن و مارسی (با مشارکت امیل کازالیس) افتتاح شد.
او در طول زندگی خود هزاران عکس گرفت و تولید کرد. در سال ۱۹۰۸ او کسب و کار را به پسرش سپرد.
برخی از سمت‌های برجسته در دوران حرفه‌ای پتی:
- او عکاس رسمی نمایشگاه بین‌المللی پاریس (۱۸۶۷) بود.

## نگارخانه

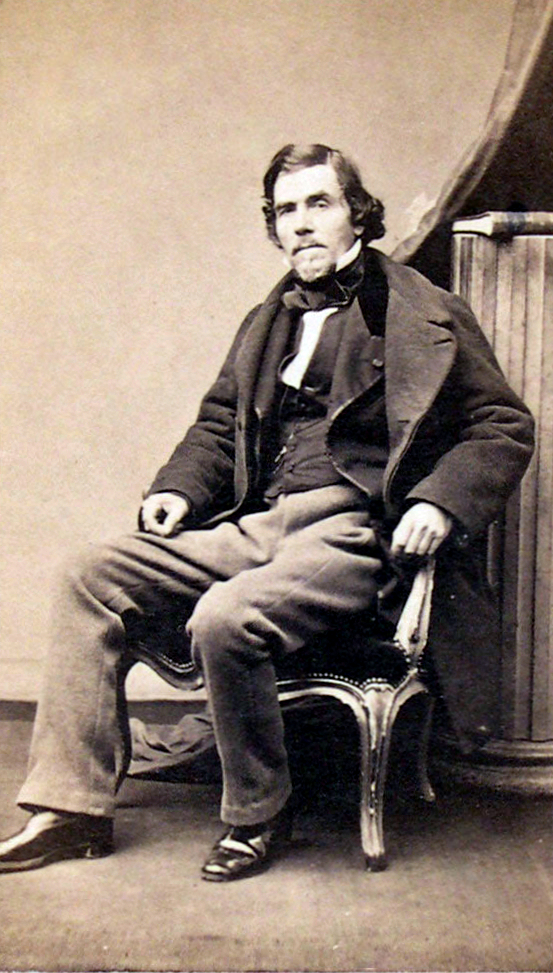
پرترهٔ اوژن دولاکروا، نقاش برجستهٔ فرانسوی
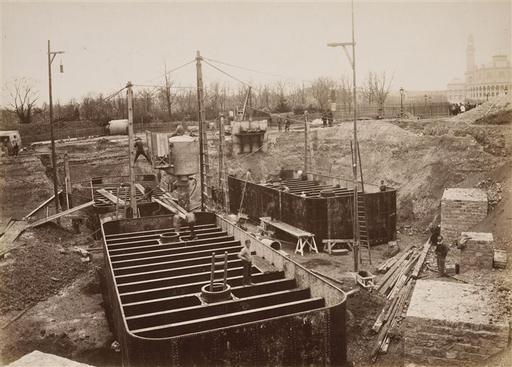
نگاره‌ای تاریخی که کارگران را در حین کار بر روی پیِ برج ایفل در پاریس نشان می‌دهد.
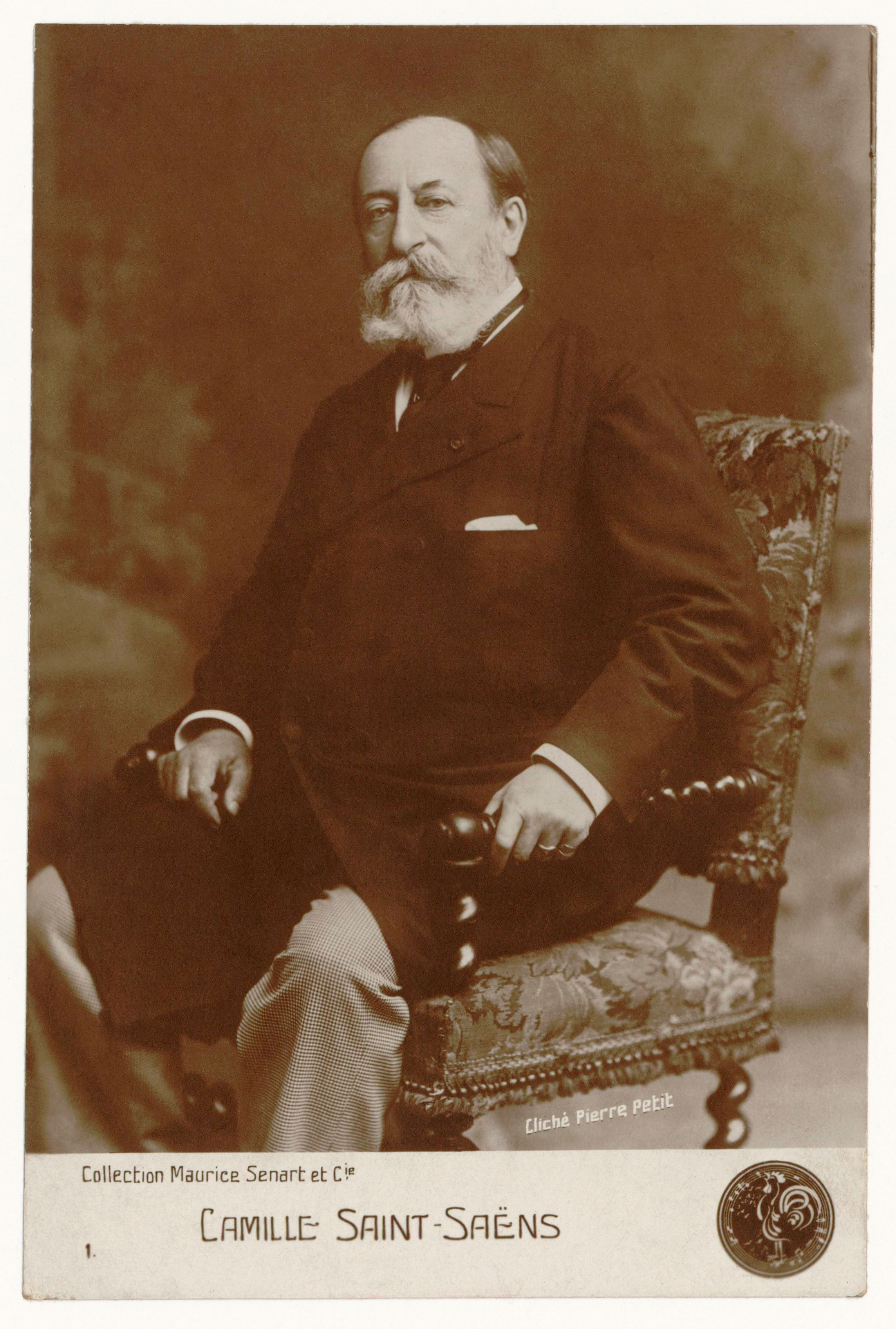
پرترهٔ کامی سن-سانس، آهنگساز فرانسوی
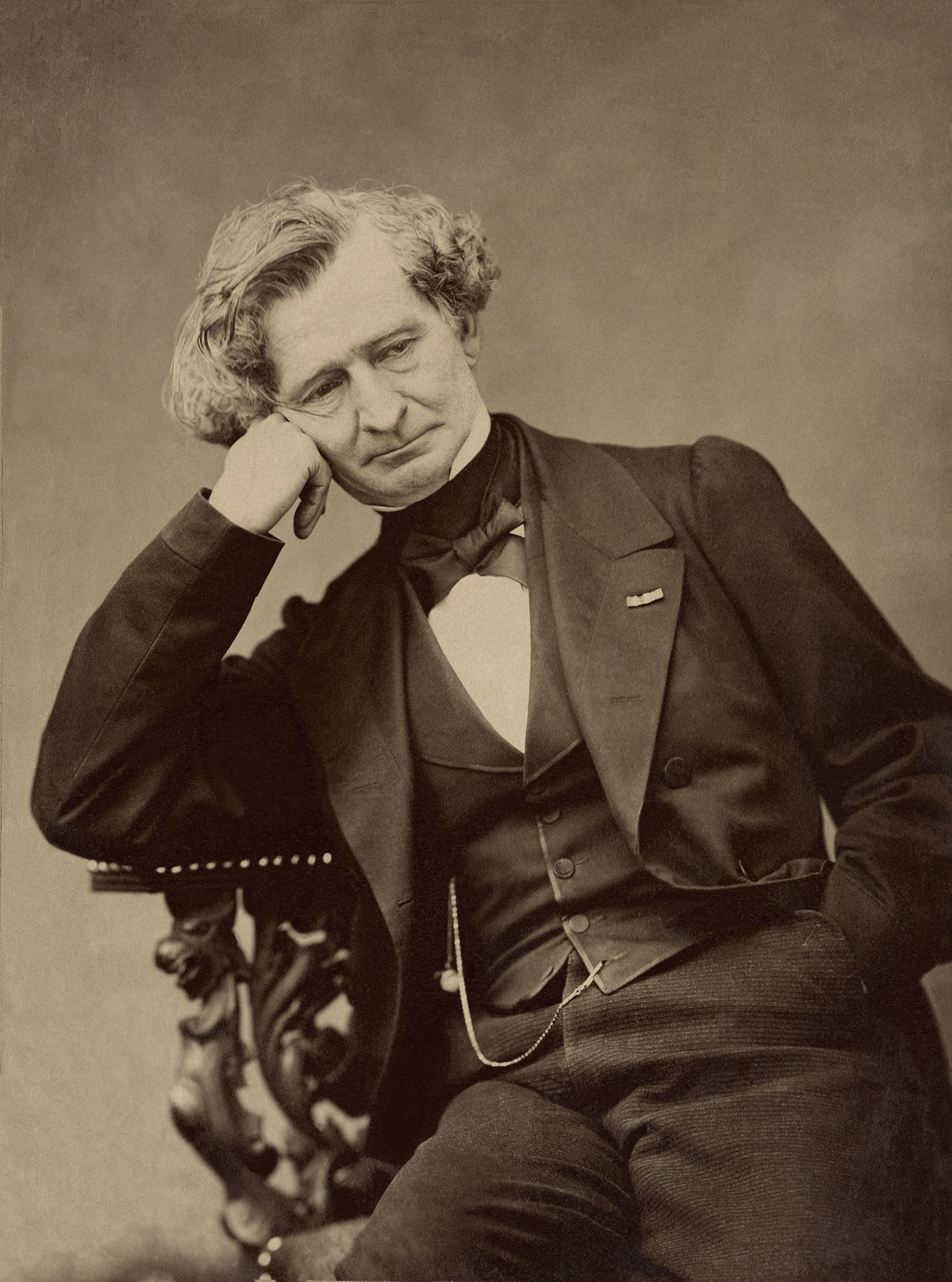
پرتره‌ای از هکتور برلیوز، آهنگساز فرانسوی، به سال ۱۸۶۳
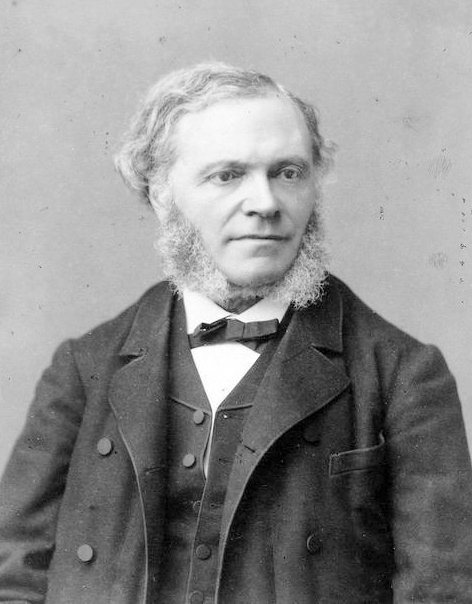
سزار فرانک
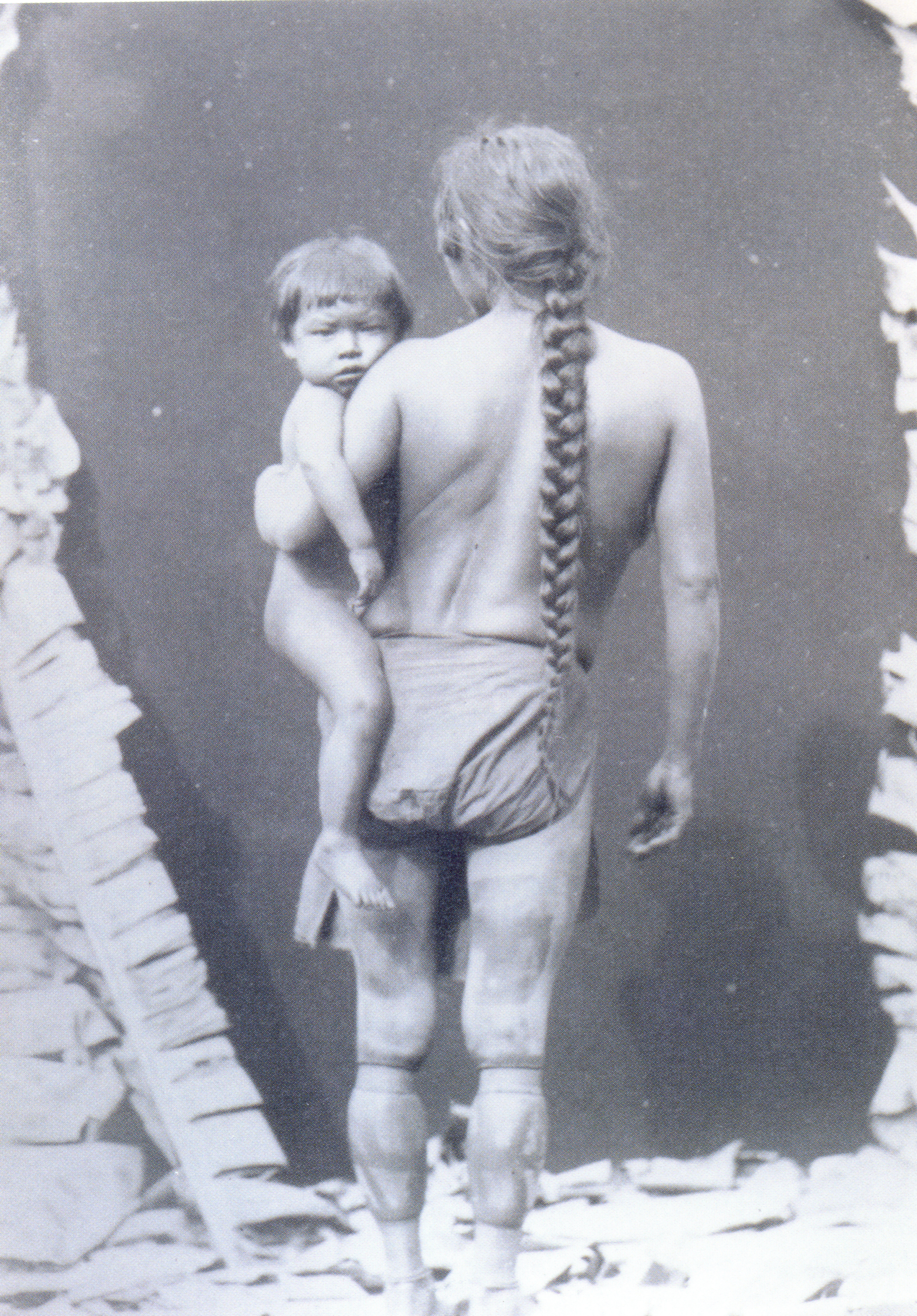
زن کالینا با فرزند ۱۸۸۲
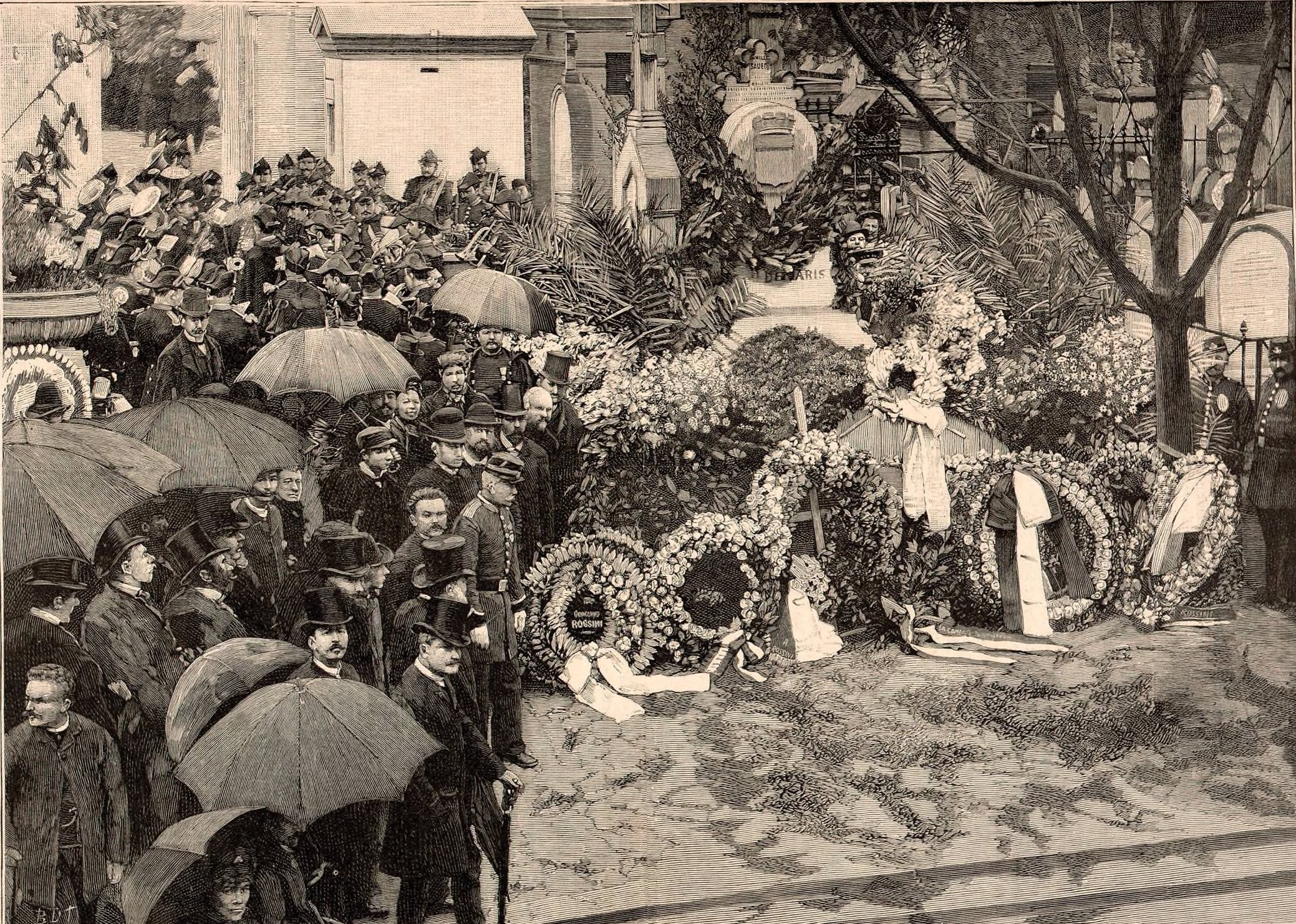
نبش قبر بقایای جواکینو روسینی - حکاکی روی چوب بر اساس یکی از عکس های او (۱۸۸۷)

1. ↑  "Pierre Petit (French, 1832 - 1909) (Getty Museum)". The J. Paul Getty in Los Angeles (به انگلیسی). Retrieved 2022-02-21.